# Christmas in Love - Innamorarsi a Natale
Christmas in Love - Innamorarsi a Natale (Christmas in Love) è un film TV del 2018.

## Trama
Ellie Hartman è una giovane bella e sorridente che lavora in una fabbrica di dolci della sua cittadina, dove si producono delle famose torte natalizie chiamate Kringles. Un giorno si imbatte in Nick, un giovanotto elegante ed avvenente appena arrivato dalla grande città, e poco dopo lo ritrova in fabbrica, dove lui è stato mandato in visita dalla Carlingson, la casa madre della pasticceria, per imparare le basi. Mentre Ellie gli mostra come vengono realizzati i dolci, Nick ha molte idee su come migliorare la produttività tramite l'automazione. Le sue proposte potrebbero però causare il licenziamento di molti dipendenti. Ellie è molto brava nel realizzare creazioni artigianali, in particolare ghirlande natalizie, ma non ha il coraggio di inseguire i suoi sogni e mettersi in proprio lasciando il lavoro sicuro da pasticcera, che comunque ama. Frequentando Ellie, la sua famiglia e la gente del posto, Nick capirà che sono le persone e non le macchine a rendere un'attività un successo. Contemporaneamente aiuterà Ellie a realizzare i suoi sogni.

## Distribuzione
Negli Stati Uniti d'America il film è andato in onda l'11 novembre 2018 su Hallmark Channel, in Italia è stato trasmesso per la prima volta il 22 dicembre 2020 su Canale 5.